# Lehne (Oberellen)
Der Berg Lehne ist ein stark gegliederter, (392,2 m ü. NN) hoher Berg im Wartburgkreis in Thüringen, die Nord- und Westseite gehören zum Gebiet der Gemeinde Gerstungen.
Der Berg Lehne liegt etwa 5 km südlich des Rennsteigs und markiert die Wasserscheide zwischen dem Suhltal und dem Eltetal. 
Zum Berg gehören auch die folgenden bewaldeten Nebenkuppen und spornartigen Hangpartien (Position und Höhe):
- Mordberg (⊙ 353,7 m ü. NN), Gemarkung Marksuhl
- Ritzberg (⊙ 336 m ü. NN), Gemarkung Marksuhl und Förtha
- Ellerberg (⊙ 308,4 m ü. NN), Gemarkung Marksuhl
- Wolfsberg (⊙ 358,1 m ü. NN), Gemarkung Wünschensuhl
- Hohe Balz (⊙ 351,3 m ü. NN), Gemarkung Oberellen
- Ehmesberg (⊙ 321,4 m ü. NN), Gemarkung Oberellen

An der Ostflanke des Berges führt die Bundesstraße 84 von Eisenach über Förtha nach Marksuhl als Nachfolger der mittelalterlichen „Frankfurter Straße“. An der Straße befindet sich als geologisches Naturdenkmal die Pflasterkaute – ein mit Basalt gefüllter Vulkanschlot und Zeuge des einstigen Rhönvulkanismus im Tertiär.
Der Lehnberg ist teilweise wieder bewaldet, die Aufforstung erfolgte seit dem 19. Jahrhundert.